# Lista de atrações de Auckland
Segue-se uma lista de atracções dentro ou perto de Auckland, Nova Zelândia:
| Sítio                                                | Imagem |
| ---------------------------------------------------- | ------ |
| Teatro Cívico de Auckland                            |        |
| Ponte do Porto de Auckland                           |        |
| Câmara Municipal de Auckland                         |        |
| Museu Memorial de Guerra de Auckland                 |        |
| Praça de Aotea                                       |        |
| Centro de Transportes Britomart                      |        |
| Eden Park                                            |        |
| Kelly Tarlton's Underwater World                     |        |
| MOTAT - Museu de Transporte e Tecnologia de Auckland |        |
| Estádio Mt Smart                                     |        |
| Sky Tower                                            |        |
| Vector Arena                                         |        |
| Estádio de Western Springs                           |        |
| Auckland Domain                                      |        |
| Monte Eden                                           |        |
| Monte Victoria                                       |        |
| Colina de One Tree                                   |        |
| Ilha de Rangitoto                                    |        |